# A holomorf függvények identitástétele
A komplex analízisben a holomorf függvények identitástétele azt állítja, hogy ha f és g holomorf ugyanazon a D tartományon, továbbá f = g D egy nem üres nyílt részhalmazán, f = g teljes D-ben.
Sőt, az is igaz, hogy ha {\displaystyle f} és {\displaystyle g} holomorf, {\displaystyle z_{0}} komplex szám egy {\displaystyle U} környezetben, továbbá {\displaystyle z_{0}} a {\displaystyle \{z\in U\mid f(z)=g(z)\}} halmaz torlódási pontja, akkor {\displaystyle z_{0}}-nak van egy másik környezete, ahol minden pontban {\displaystyle f(z)=g(z)}.
Ez egy erős állítás, ugyanis a részhalmaz kicsi is lehet a teljes D-hez viszonyítva. Ehhez nem elég, hogy a függvények valós értelemben differenciálhatók legyenek. Informálisan, a folytonos vagy valós értelemben differenciálható függvények lágyak, a holomorfak kemények.

## Példák
A tétel állítása az első változatban nem teljesül, ha az alaphalmaz nem összefüggő. Ez könnyen belátható.
A második változatban lényeges, hogy a torlódási pont a környezet belsejében, és ne a szélén legyen:
Tekintjük a {\displaystyle \sin({\tfrac {1}{z}})} függvényt, ami holomorf a {\displaystyle \mathbb {C} \setminus \{0\}} tartományon. A tartományban van a {\displaystyle z_{n}={\tfrac {1}{n\pi }}} sorozat, ami a nullához tart. A nulla torlódási pontja is a sorozatnak, és {\displaystyle \sin({\tfrac {1}{z_{n}}})=\sin(n\pi )=0}, de az is teljesül, hogy {\displaystyle \sin({\tfrac {1}{z}})\not \equiv 0}. Azaz {\displaystyle \sin({\tfrac {1}{z}})} egyenlő nullával a {\displaystyle z_{n}} pontokban, de nem a teljes pontozott síkon.

## Következmények
Fontos következmény a valós függvények folytathatósága. Azaz, ha egy függvény kiterjeszthető holomorf módon a komplex számsíkra, akkor ez a kiterjesztés egyértelmű. Így például a valós szinuszfüggvény kiterjesztése a komplex szinuszfüggvény. Emellett erre is érvényesek az addíciós tételek, de a korlátosság nem, ahogy azt a Liouville-tétel mutatja.
Egy másik alkalmazásban {\displaystyle g=0}:
Ha {\displaystyle G} tartomány, {\displaystyle f} holomorf, és {\displaystyle f} nullhelyeinek van torlódási pontja, akkor {\displaystyle f\equiv 0} a teljes {\displaystyle G} tartományon.
Ha {\displaystyle G} tartomány, akkor az itt holomorf függvények nullosztómentes gyűrűt alkotnak. Ez azt jelenti, hogy ha {\displaystyle fg\equiv 0}, akkor {\displaystyle f\equiv 0} vagy {\displaystyle g\equiv 0}. Legyen {\displaystyle f,g\colon G\to \mathbb {C} } holomorf, továbbá {\displaystyle f\not \equiv 0} és {\displaystyle fg\equiv 0}. Ekkor van egy {\displaystyle z_{0}} pont {\displaystyle G}-ben, és ennek egy {\displaystyle U} környezete, hogy {\displaystyle f(z)\neq 0} minden {\displaystyle z\in U} esetén. Ekkor azonban a fenti speciális eset miatt {\displaystyle g|_{U}\equiv 0}.

## Bizonyítás
A tétel élesíthető, mivel a tartományok összefüggők.

### Állítás
Legyen {\displaystyle G\subseteq \mathbb {C} } tartomány, és ezen {\displaystyle f} és {\displaystyle g}
holomorf függvények. A következők ekvivalensek:
1. {\displaystyle f(z)=g(z)} minden {\displaystyle z\in G} esetén.
2. Az {\displaystyle \{z\in G\mid f(z)=g(z)\}} halmaznak torlódási pontja van {\displaystyle G}-ben.
3. Van egy {\displaystyle z\in G}, úgy, hogy {\displaystyle f^{(n)}(z)=g^{(n)}(z)} minden {\displaystyle n\in \mathbb {N} _{0}} esetén, azaz van egy {\displaystyle G} pont, ahol a függvények és összes deriváltjaik egyeznek.

### Bizonyítás
Először is feljegyezzük azt, hogy a holomorf függvények analitikusak, azaz a tartomány minden pontjának egy környezetében Taylor-sorba fejthetők.
A 2. azonnal következik az elsőből, hiszen a tartomány minden pontja torlódási pont.
A 3. indirekt bizonyítható a 2.-ból. Jelölje {\displaystyle z_{0}} a 2.-ban jelzett halmaz torlódási pontját! Feltehető, hogy {\displaystyle z_{0}=0.} Feltesszük továbbá, hogy van {\displaystyle n\in \mathbb {N} _{0}}, hogy {\displaystyle f^{(n)}(0)\neq g^{(n)}(0)}. Legyen {\displaystyle N} ezek közül a legkisebb! Ekkor nulla egy környezetében {\displaystyle f(z)-g(z)=z^{N}h(z)}, hogy {\displaystyle h(z)=\sum \limits _{n=0}^{\infty }{\frac {f^{(N+n)}(0)-g^{(N+n)}(0)}{(N+n)!}}z^{n}} és {\displaystyle h} nullhelyeinek halmaza éppen az a halmaz, ahol a két függvény egybeesik, mivel {\displaystyle h} folytonos. Továbbá {\displaystyle 0=h(0)={\frac {f^{(N)}(0)-g^{(N)}(0)}{N!}}} ellentmond {\displaystyle N} minimális voltának.
Az 1. következik a 3.-ból. Ennek belátásához hivatkozunk a tartomány összefüggőségére. Elég azt megmutatni, hogy {\displaystyle A=\{z\in G|\forall n\in \mathbb {N} _{0}:f^{(n)}(z)=g^{(n)}(z)\}} nem üres, zárt és nyílt {\displaystyle G}-ben. Az első következik az előfeltevésből. A második látható abból, hogy {\displaystyle \textstyle A=\bigcap _{n\in \mathbb {N} _{0}}A_{n}}, ahol {\displaystyle A_{n}=\{z\in G|f^{(n)}(z)=g^{(n)}(z)\}=(f^{(n)}-g^{(n)})^{-1}(\{0\})} a {\displaystyle \{0\}} zárt halmaz folytonos ősképeként zárt kell, hogy legyen, és zárt halmazok metszete zárt. Végül {\displaystyle A} nyílt, hiszen ha {\displaystyle z\in A}, akkor {\displaystyle f-g} analitikus függvény, {\displaystyle z} egy környezetében előáll Taylor-sorából, ami azonosan nulla. Ezek a környezetek részei {\displaystyle A}-nak.

## Fordítás
Ez a szócikk részben vagy egészben  az   Identitätssatz für holomorphe Funktionen című német Wikipédia-szócikk fordításán alapul.  Az eredeti cikk szerkesztőit annak laptörténete sorolja fel. Ez a jelzés csupán a megfogalmazás eredetét és a szerzői jogokat jelzi, nem szolgál a cikkben szereplő információk forrásmegjelöléseként.